# رأس العين (إدلب)
رأس العين قرية سورية تتبع ناحية أبو الظهور في منطقة مركز إدلب في محافظة إدلب. بلغ عدد سكانها 2,914 نسمة في عام 2004 حسب إحصاء المكتب المركزي للإحصاء.